# Edifício Nações Unidas
O Edifício Nações Unidas visto da Avenida Paulista.
O Edifício Nações Unidas é um edifício residencial e comercial estruturado por concreto, localizado na esquina da Avenida Paulista com a Avenida Brigadeiro Luís Antônio. Este possuí também uma entrada pela rua São Carlos do Pinhal. No térreo, uma galeria que oferece diversos serviços, comércio e restaurantes. Há uma divisão entre estes serviços e os elevadores do edifício - que dão acesso aos apartamentos. Por motivos de segurança, os elevadores são cercados por estruturas de vidro. O edifício foi projetado por Abelardo de Souza, em 1952 e 1953, mas as obras só começaram no ano de 1955. Sua inauguração, em 1959, marcou uma mudança no papel da Avenida Paulista.  A construção foi tombada em 2004, pelo Conpresp.  
Trata-se de uma arquitetura moderna, inspirada por construções como o prédio do Museu de Arte Moderna de Nova York, o MOMA. 
Esse edifício também representa um marco para a Avenida Paulista, pois desde sua inauguração possuiu o signo de modernidade acompanhado das mudanças do período de industrialização de São Paulo reflexo estimulado da expansão urbana acelerada. Os primeiros edifícios da avenida eram exclusivos para moradias mas ao longo do tempo foram construídos prédios de uso misto (residencial e comercial), outros com espaços para eventos, salão de festas e centro de convenções, como é o exemplo do Edifício Nações Unidas. 

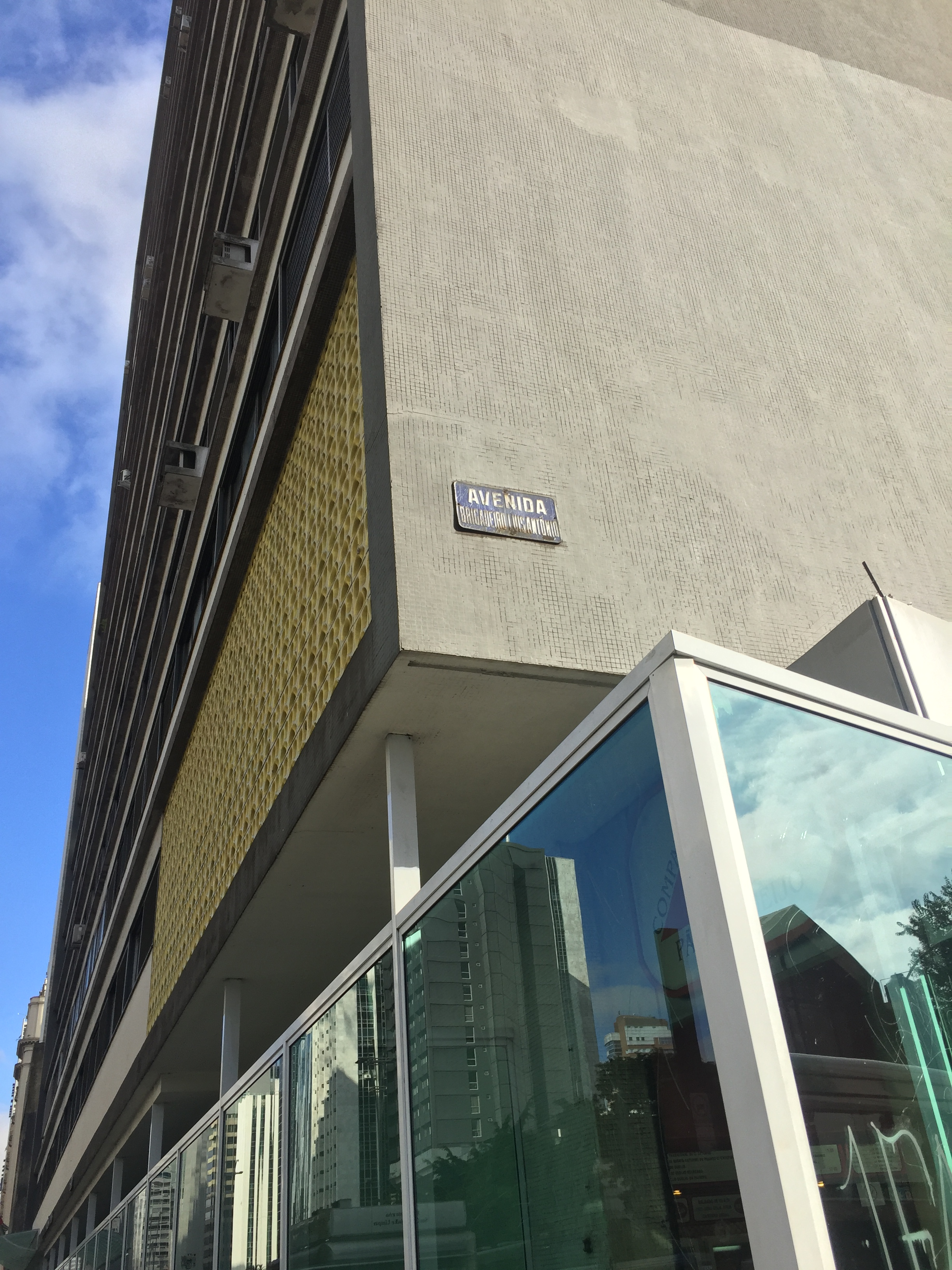
O Edifício Nações Unidas fica localizado na esquina da Av. Paulista com a Av. Brigadeiro Luís Antônio.

## História
Nos anos de 1950, a arquitetura no Brasil passava por um período de transição que acompanhava a industrialização do país. Para isso, busca inspiração no estilo moderno que havia importado da Europa ainda na década de 1920. Dentro deste novo movimento, a Avenida Paulista foi um dos principais símbolos da modernização do país, tendo seu programa inspirado em grandes avenidas de cidades como Paris.   Abelardo de Souza foi um dos  difusores da escola, ao lado de grandes nomes como Lúcio Costa e Oscar Niemeyer.
A aprovação do projeto do Edifício Nações Unidas gerou uma discussão na época sobre a falta de preparo da legislação diante das propostas dos arquitetos adeptos ao modernismo, já que o código de obras não previa os tipos de construções que eles propunham. Além disso, nesta década a Avenida Paulista ainda era apenas uma região residencial. A presença deste tipo de construção ali poderia significar um rompimento disto. Por isso, o projeto passou por uma análise considerando um Código de Obras e foi mais tarde aprovado. A justificativa era que a construção não havia entrada comercial para a Avenida Paulista, o que classificava uma não infração. A partir de então, o uso da região estava transformado.
Com o passar do tempo, as obras de manutenção do edifício passaram a ser financiadas por investidores que instalavam antenas no terraço, o que gerou receita pela cessão de área comum, não classificada como aluguel. 

## Características
O Edifício Nações Unidas possui 48.664 m² de construção que ocupam um lote na esquina de três ruas, a Avenida Paulista, a Avenida Brigadeiro Luís Antônio e a Rua São Carlos do Pinhal. Sua fachada é composta por pastilhas e brise-soleil, um dispositivo da arquitetura que protege dos raios solares, além de um mural em cerâmica de Clóvis Graciano, que anteriormente fazia parte de um jardim, mas que foi extinto com o alargamento da Avenida.  Hoje, o mural é cercado por vidros resistentes que garantem sua preservação. 
Dividido em três blocos que diferem nas fachadas e em seu tamanho, o Nações Unidas possui 420 apartamentos de 1 e 2 dormitórios. Foram construídos dois subsolos de garagem, o que normalmente não acontecia na década de 50, e mostra uma previsão de Abelardo de Souza quanto à grande popularização de veículos.   O edifício conta também com um grande número de elevadores: para cada dupla de apartamentos, os moradores dispõem de dois elevadores sociais e um de serviço. Isto foi causado tanto pelo preço baixo de elevadores naquela época, mas também para reafirmar o valor de privacidade que poderia ser afetado pelo novo modelo de habitação coletiva. Para garantir ainda a segurança dos moradores, os elevadores foram cercados por cabines de vidro, e os visitantes só têm acesso a eles pela liberação via interfone. 

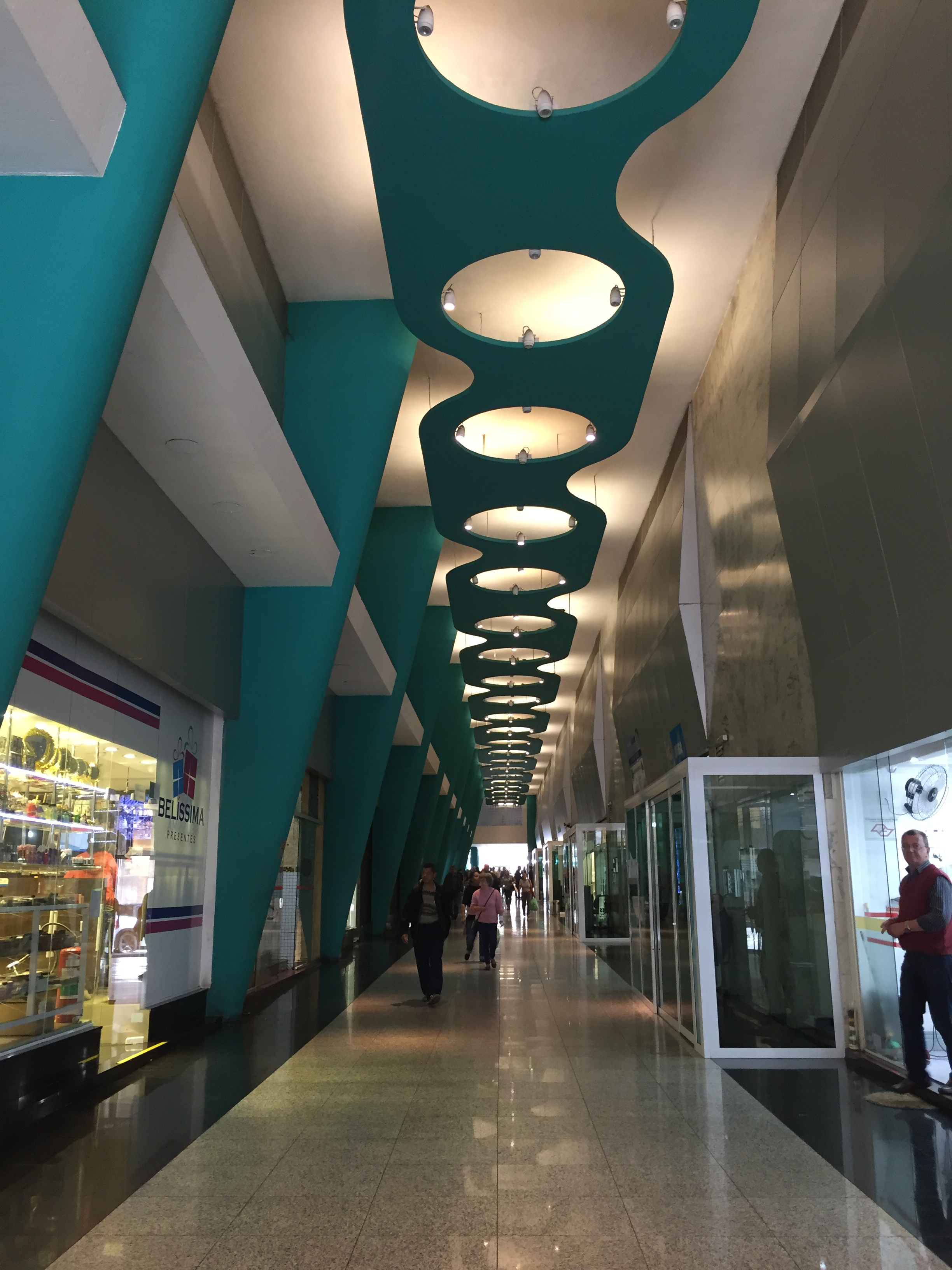
A Galeria do Nações Unidas.

### A Galeria
A Galeria possui 6 m. de largura e espaço para 25 lojas. Um grande corredor dá acesso tanto à Avenida Paulista quanto à Rua São Carlos do Pinhal. Sua arquitetura é formada por pilares verdes e uma estrutura de concreto em formas circulares no teto.  Entre as lojas, ficam os elevadores privados que dão acesso aos apartamentos. A Galeria fica aberta de segunda a sexta, das 8h às 19h e aos sábados das 8h às 15h.  

## Significado Histórico
O conceito de uso misto (residencial e comercial) do Edifício Nações Unidas marcou a transformação da Avenida Paulista, que era previamente estritamente residencial.  Ainda na maquete do conjunto, percebia-se que o edifício era destoante das construções que o cercavam, tanto em tamanho quanto em estilo. Foi pela sua estética e inovação que a maquete do edifício e seus projetos ficaram expostos por um mês a pedido de Pietro Maria Bardi na Galeria Prestes Maia, então sede do MASP.
O poder de inovação que o edifício pôde transmitir garantiu seu destaque como fator histórico da modernização da cidade de São Paulo, pois além de tratar-se de uma construção moderna, a volumetria também é considerada uma de suas características marcantes.

### Tombamento
Em 2004, o Conpresp iniciou o processo de tombamento do Edifício Nações Unidas. No entanto, o processo ainda está em andamento e não há estudos sobre ele. 

## Estado Atual
Atualmente, as manutenções do edifício são feitas diariamente, de acordo com as necessidades dos moradores. Há também uma empresa terceirizada que cuida de uma manutenção mensal, mais trabalhosa.   
Apesar do seu exterior, o prédio conta com apartamentos modernos, que passaram por revitalizações ao passar dos anos.   Além disso, por tratar-se de uma área nobre, os imóveis são cobiçados. Especula-se que os apartamentos de dois dormitórios custam cerca de R$ 260.000,00. 
No ano de 2010, o Edifício Nações Unidas, assim como outros prédio situados na região da Avenida Paulista, tentou evitar possíveis problemas de invasão do território implantando um muro capaz de garantir a segurança do local.

## Galeria

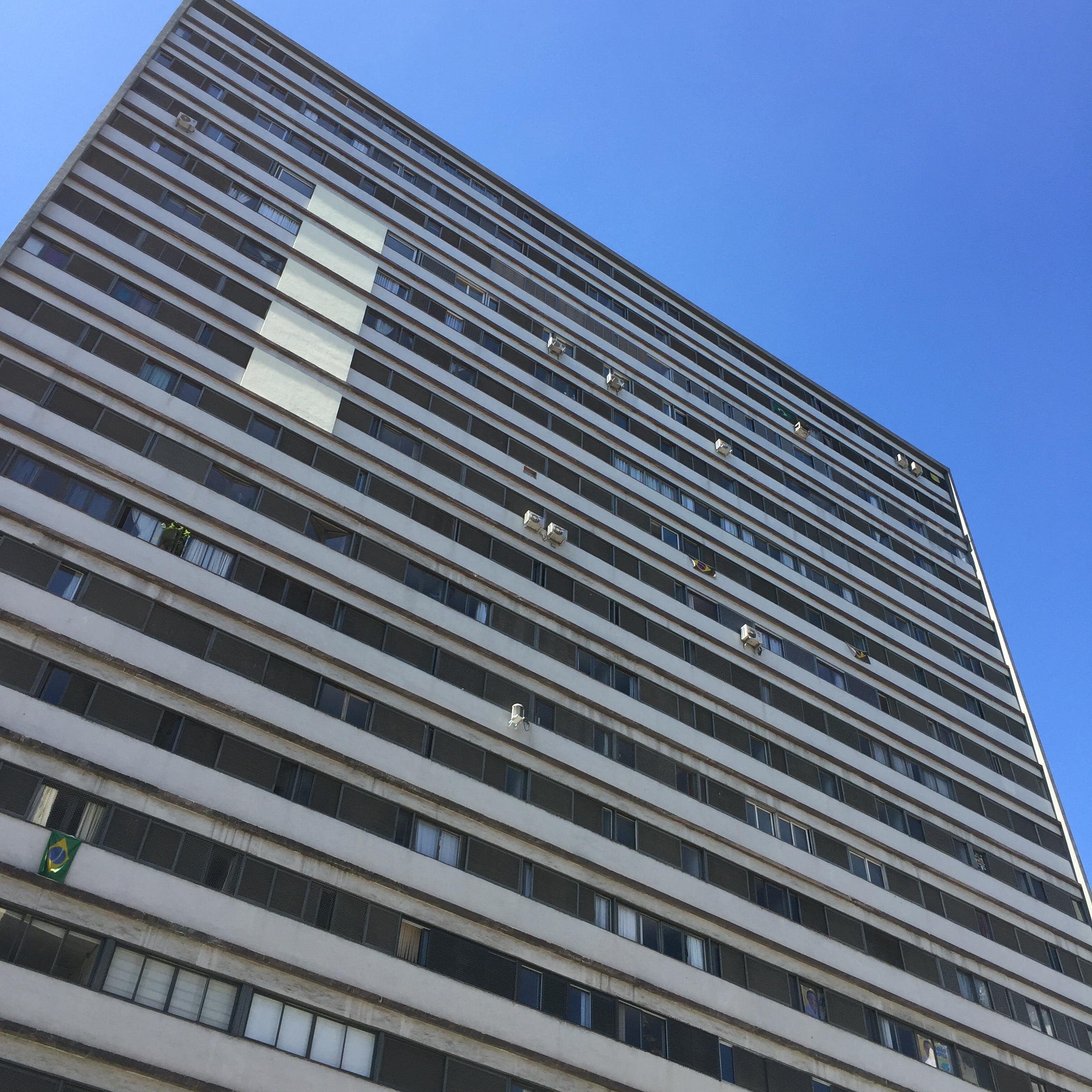
Fachada do Edifício Nações Unidas
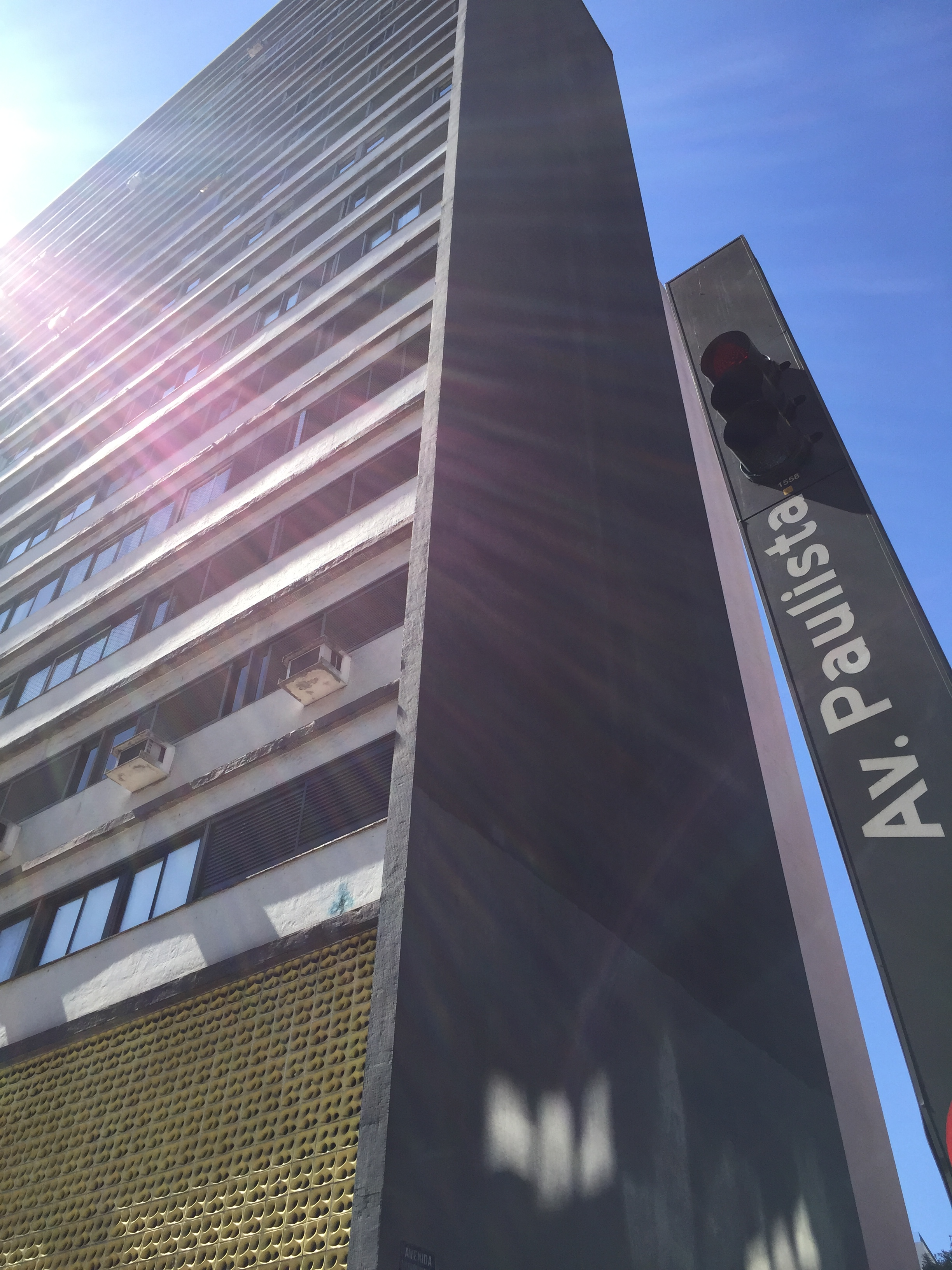
O Edifício Nações Unidas fica na Av. Paulista, 640
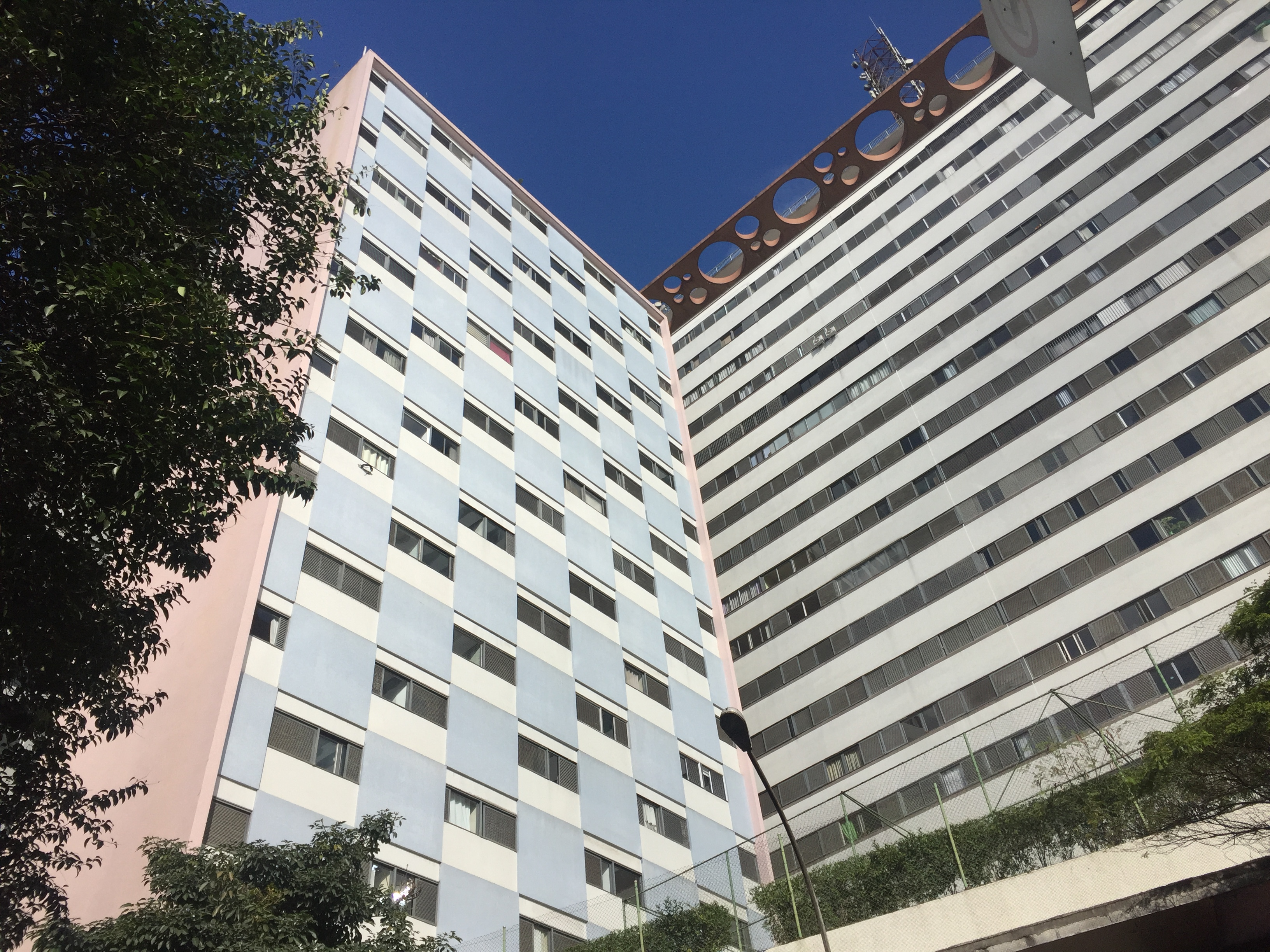
Lateral do Edifício Nações Unidas
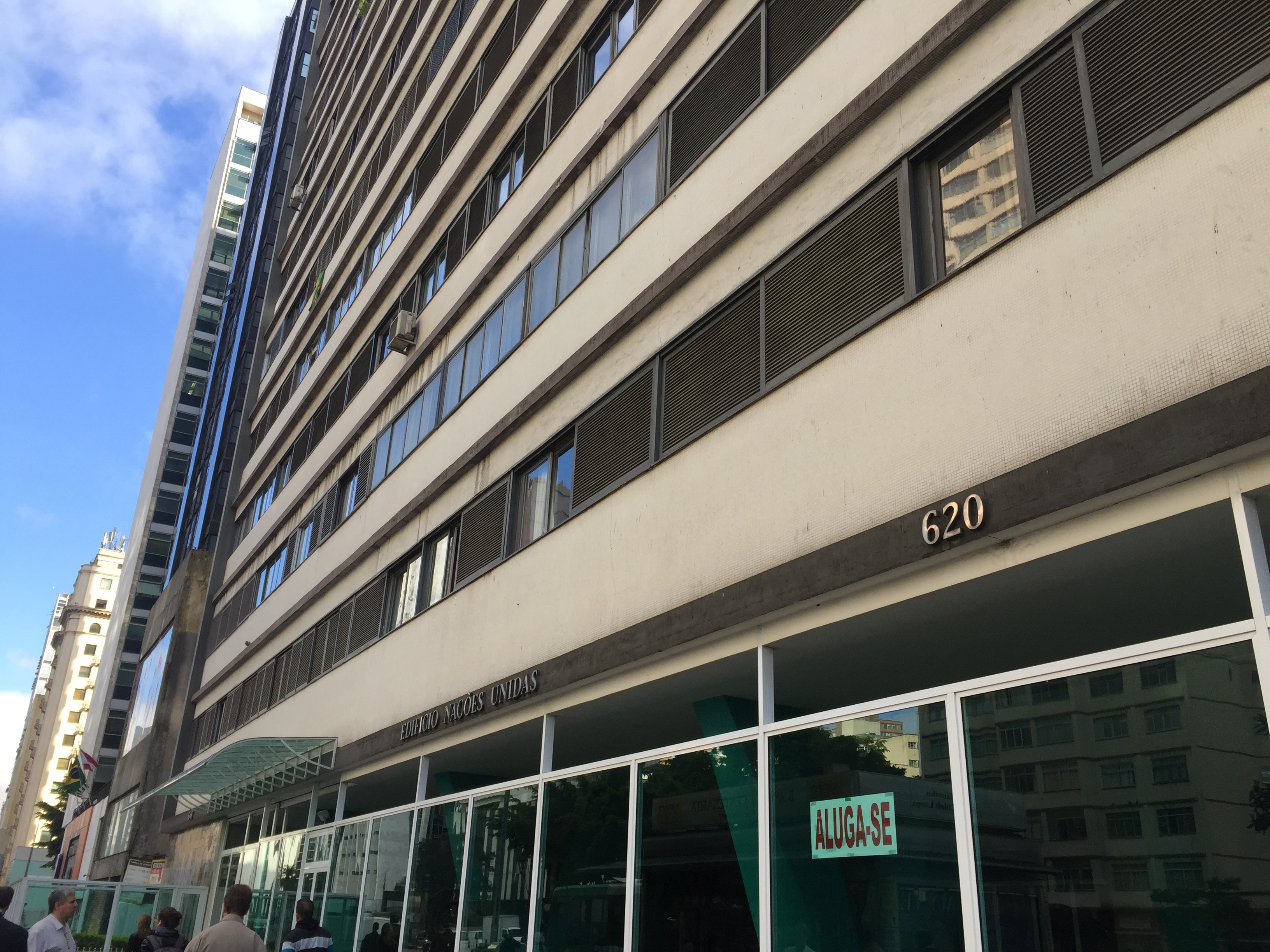
O edifício abrange do número 620 ao 640
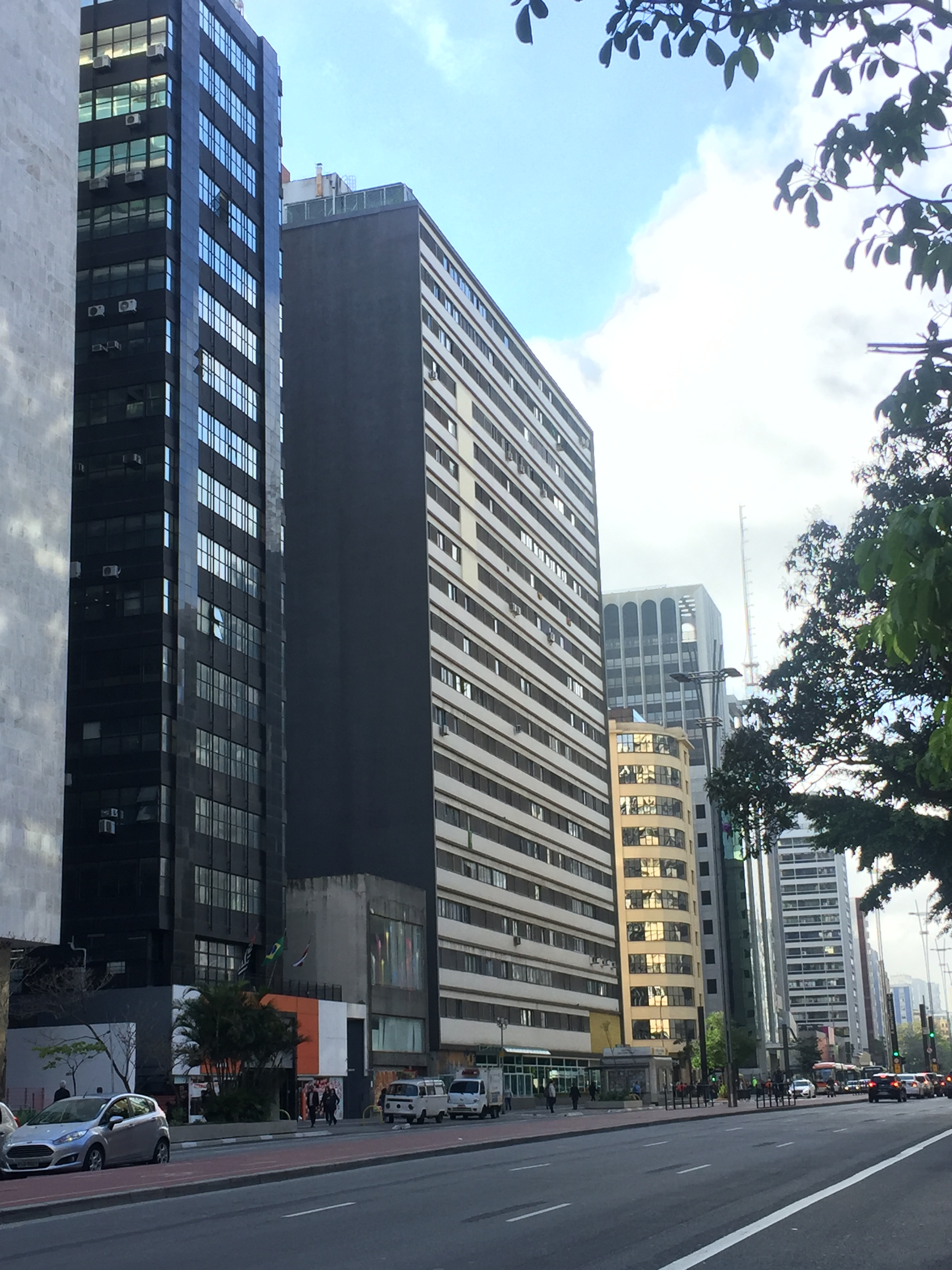
Edifício Nações Unidas visto da Av. Paulista, sentido Paraíso
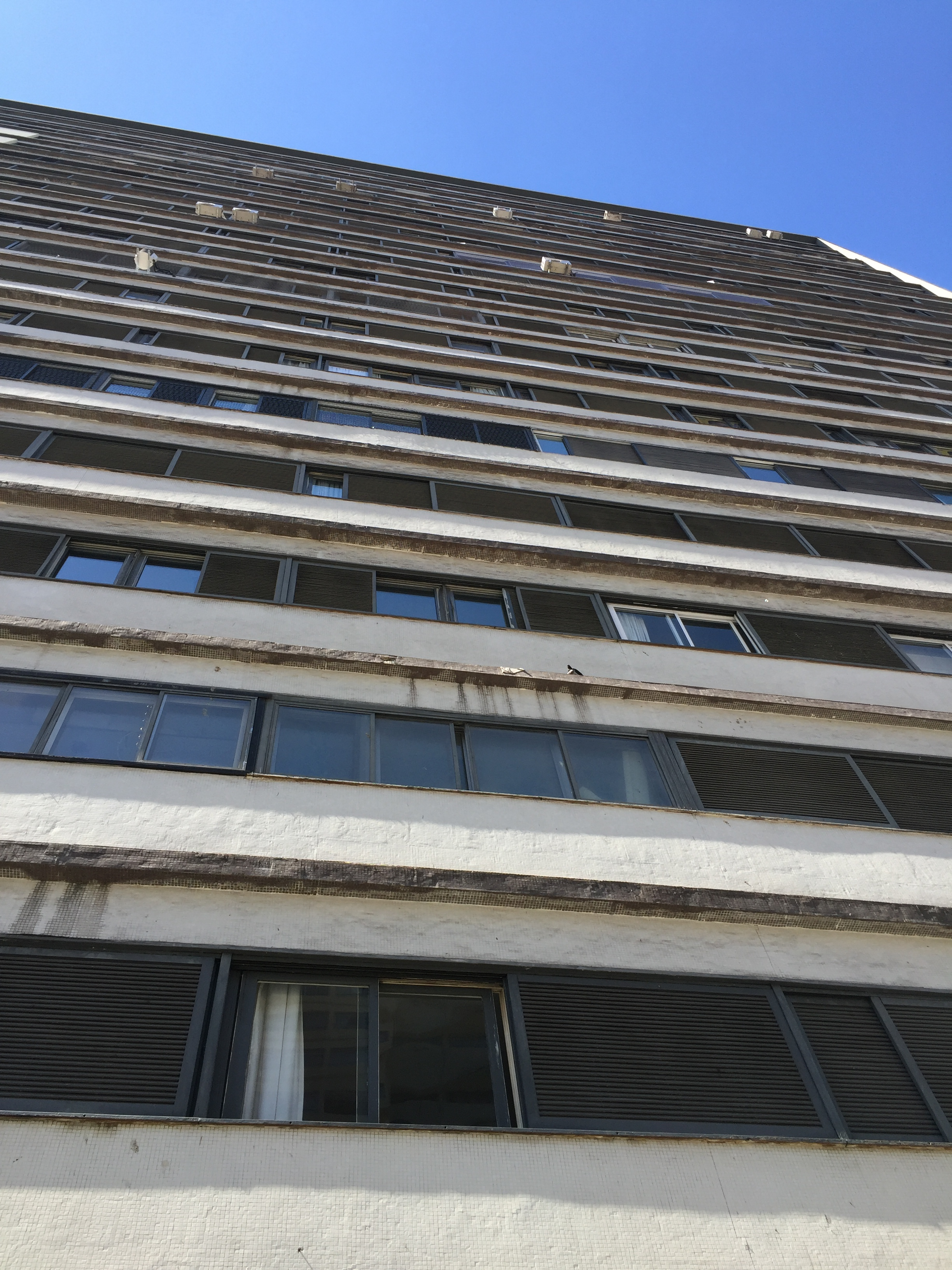
Fachada do edifício